# Міжнародне радіо Канади
Міжнародне радіо Канади, (МРК) або Голос Канади (англ. Radio Canada International, абревіатура RCI) — служба міжнародного мовлення Канадської радіомовної корпорації (Сі-Бі-Сі). До 1970 року МРК була відома як «Міжнародна служба Канадської радіомовної корпорації» англ. Canadian Broadcasting Corporation (CBC), CBC IS. Служба мовлення також раніше називалася «Голосом Канади», транслюючи свої передачі на коротких хвилях із потужних передавачів у Секвіллі, Нью-Брансвік.
Як писав журнал Радіосвіт — «У часи свого розквіту, у світі міжнародних короткохвильових мовників» Міжнародне радіо Канади було однією із служб міжнародного мовлення, що мала найбільше слухачів.

## Історія
Ідея про створення міжнародного радіомовлення для Канади була вперше запропонована ще в 1930-х роках. Кілька досліджень, проведених на замовлення Ради керуючих Радіо-Канада наприкінці 1930-х років, прийшли до висновку, що Канаді потрібна радіослужба для трансляції світові канадської точки зору. На початку 1940-х років цю потребу також визнала низка парламентських комітетів з телерадіомовлення. Нарешті, у 1942 році прем'єр-міністр Маккензі Кінг оголосив, що Канада започаткує короткохвильову радіостанцію, яка підтримуватиме зв'язок членів збройних сил Канади з новинами та розвагами з дому. Міжнародна служба Радіо-Канада стала реальністю після підписання Указу Ради 18 вересня 1942 року.
Будівля, спроектовану головним архітектором Радіо-Канада Д. Г. МакКінстрі, була відкрита в 1944 році та закрита в 2012 році, коли короткохвильове мовлення припинилося. На задньому плані видно частину великої короткохвильової антенної системи Голосу Канади (відомої як антенні ґрати). Антени були зняті в 2014 році, хоча невикористана будівля все ще стоїть. До кінця 1944 року і виробниче приміщення, і передавальний цех були готові до пробного мовлення. Ці випробування, які розпочалися 25 грудня 1944 року, транслювалися канадським військам у Європі англійською та французькою мовами. Психологічна війна Німеччини проти Європи також почалася в грудні 1944 року. Німецький відділ був укомплектований такими біженцями, як Гельмут Блуме та Ерік Кох, і продовжував транслювати програми про денацифікацію, а також передачі, спрямовані на Східну Німеччину під час холодної війни.

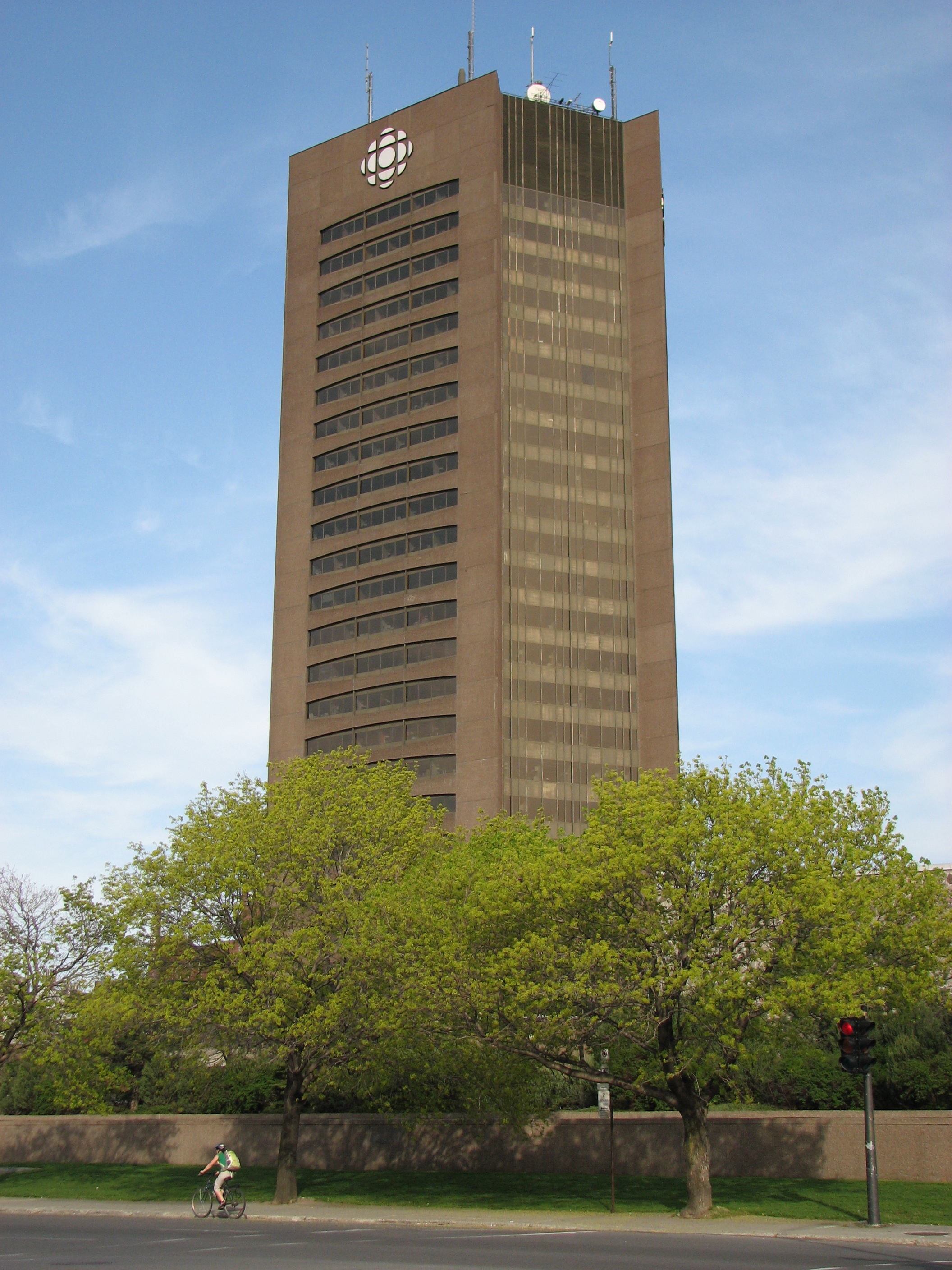
Будинок Радіо Канади в Монреалі з 1973 р.

Пісняр Богдан Весоловський. 1930

На початку 1945 року було оголошено, що Міжнародна служба Сі-Бі-Сі готова і 25 лютого вийде в ефір під назвою «Голос Канади». До 1946 року міжнародна служба CBC розширилася, включивши регулярні передачі чеською та голландською мовами. Починаючи з липня, спеціальні програми раз на тиждень транслювалися на Скандинавію шведською та данською мовами, а пізніше також норвезькою.
У 1952 році створюється Українська секція Канадського радіо, куди прийшов працювати канадець українського походження Богдан Веселовський. Спочатку як диктор, а згодом як головний продюсер. З 1959 року він очолив Українську секцію.
Однак внаслідок 80-відсоткового скорочення бюджету короткохвильові послуги були припинені в червні 2012 року, і RCI стала доступною тільки через Інтернет. Вона також скоротила свої послуги до п'яти мов (на відміну від 14 мов, які вона використовувала в 1990 році) і припинила виробництво власної служби новин.
3 грудня 2020 року Міжнародне радіо Канади оголосило про скорочення штату з 20 до 9 співробітників (на відміну від 200 у 1990 році), а також про те, що її англійські та французькі мовні розділи будуть закриті та замінені кураторським контентом з місцевої Канадської радіомовної корпорації і служб Радіо-Канада. Міжнародне радіо Канади також почало пропонувати онлайн-послуги на мовах панджабі та тагальською. Зміни набули чинності 19 травня 2021 року.

## Історія іншомовних служб мовлення Голосу Канади
| початок мовлення | мова                      | закінчення мовлення | відновлення           |
| 1944.12.25[22]   | англійська                | 31.03.2021[4][5]    | -                     |
| 1944.12.25[22]   | французька                | 31.03.2021[5]       | -                     |
| 1944.12          | німецька                  | 31.03.2021          | -                     |
| 1946             | чеська (див. словацька)   | 31.03.2021          | -                     |
| 1946             | данська                   | 04.03.1961          | -                     |
| 1946             | голландська               | 04.03.1961          | -                     |
| 1947             | норвезька                 | 04.03.1961          | -                     |
| 1947.07.06       | бразильсько-португальська | 25.03.1991          | з 2004, до 10.05.2012 |
| 1947.07.06       | іспанська                 | -                   | -                     |
| 1949.01          | італійська                | March 4, 1961.03.04 | -                     |
| 1950.12          | фінська                   | 1955.01.29          | -                     |
| 1951.01          | польська                  | 1991.03.25          | -                     |
| 1951.01          | словацька                 | 1991.03.25          | -                     |
| 1951.01          | російська[23]             | 2012.05.10          | -                     |
| 1951.01          | угорська                  | 1991.03.25          | -                     |
| 1952.07.01       | українська                | 2009[24]            | -                     |
| 1988             | японська                  | 1991.03.25          | -                     |
| 1988             | мандаринська мова         | -                   | -                     |
| 1989             | франко-креольська мова    | 2001                | -                     |
| 2000             | арабська                  | -                   | -                     |
| 2021             | пенджабська[5]            | -                   | -                     |
| 2021.06          | тагальська                | -                   | -                     |